# Tavel
Tavel – miejscowość i gmina we Francji, w regionie Oksytania, w departamencie Gard.
Według danych na rok 1990 gminę zamieszkiwało 1439 osób, a gęstość zaludnienia wynosiła 72 osoby/km² (wśród 1545 gmin Langwedocji-Roussillon Tavel plasuje się na 256. miejscu pod względem liczby ludności, natomiast pod względem powierzchni na miejscu 380.).